# Tour de Pakistan
De Tour de Pakistan was een wielerwedstrijd die om de 2 jaar in Pakistan werd gehouden. De race begon in Karachi, eindigde in Peshawar en had een lengte van zo'n 1700 kilometer. De wedstrijd had 11 ritten en was daarmee de grootste wielerwedstrijd van Azië.

## Geschiedenis
De Pakistaanse wielerfederatie wilde het wielrennen op weg promoten, want in Pakistan wordt baanwielrennen het meest beoefend als wielertak. Ook was het de bedoeling om de kwaliteiten Pakistaanse wielrenners te testen. Het prijsgeld bedroeg 10.000 dollar en dat werd verdeeld onder de eerste 6 in de eindstand.